# Thomas Holcomb
Thomas Holcomb (ur. 5 kwietnia 1879 w New Castle, zm. 24 maja 1965 tamże) – amerykański wojskowy, komendant i generał piechoty morskiej, a następnie dyplomata, ambasador w Południowej Afryce.

## Życiorys
Urodził się 5 kwietnia 1879 r. w New Castle w stanie Delaware jako syn Thomasa Holcomba, prawnika, kongresmena stanowego i urzędnika oraz Elizabeth Hindman Barney. Rodzina przeniosła się do Waszyngtonu w 1893 r., gdy jego ojciec został zatrudniony w Departamencie Skarbu. W 1897 r. Holcomb ukończył liceum.
W 1900 r. wstąpił do United States Marine Corps, służąc we Flocie  Północnego Atlantyku (1902–1903), po czym awansował na porucznika. Od 1904 r. służył na Filipinach, a od 1905 r. w Pekinie. Trzy lata później został awansowany na kapitana i wrócił do Chin jako attaché morski. Pozostał tam do 1914 r., m.in. ucząc się języka chińskiego. W latach 1901, 1902, 1903, 1907 i 1908 należał do Marine Corps Rifle Team. Był również mistrzem świata w strzelaniu długodystansowym. W 1914 r. wrócił do USA i został oficerem szkoleniowym w dowództwie korpusu piechoty morskiej, z czasem awansując na majora.
Od sierpnia 1917 r. do stycznia następnego roku dowodził w Quantico 2. Batalionem 6. Pułku Piechoty Morskiej, który przygotowywał się do walk w Europie. Następnie do lipca dowodził tym oddziałem we Francji, walcząc pod Belleau Wood. Za zasługi w walkach na froncie I wojny światowej odznaczono go Krzyżem Marynarki Wojennej, Srebrną Gwiazdą z trzema liśćmi dębu i Purpurowym Sercem oraz francuską Legią Honorową i trzykrotnie Krzyżem Wojennym z brązowymi palmami. W 1920 r. został mianowany podpułkownikiem.
Po wojnie kontynuował służbę na Kubie w Guantanamo (1922–1924), po czym wrócił do kraju, by uczęszczać do United States Army Command and General Staff College w Fort Leavenworth. W latach 1925–1927 służył w wydziale operacyjno-treningowym dowództwa piechoty morskiej w Waszyngtonie. Następnie wrócił do Pekinu, kierować wydziałem morskim amerykańskiego poselstwa, a w 1928 r. został mianowany pułkownikiem. W latach 1930–1932 ukończył kolejno Naval War College i Army War College.
Od 1932 r. służył w Biurze Operacji Morskich, w 1935 r. został awansowany na generała brygady, a rok później na generała majora. W 1935 r. został dowódcą piechoty morskiej. Jako komendant marines znacząco zwiększył zdolności formacji do działań desantowych z morza oraz doprowadził do zwiększenia jej stanu liczbowego z 16 tys. ludzi (1935) przez 50 tys. w połowie 1941 r. i 143 tys. pod koniec tego roku do 300 tys. w 1945 r., zgrupowanych w 6 dywizji i 4 skrzydła. W 1940 r. otrzymał nominację na drugą kadencję na stanowisku komendanta marines, a w 1942 r. odebrał awans na generała porucznika. Ceniony za umiejętności szkoleniowe, kładł duży nacisk na trening.
Jednocześnie Holcomb nie miał operacyjnej zwierzchności nad jednostkami piechoty morskiej w polu, prowadził jedynie szkolenie i ekwipował oddziały. W 1942 r., po sporach między adm. Richmondem Kellym Turnerem i gen. mjr Alexandrem Vandegriftem na tle operacji na Guadalcanal, Holcomb naciskał na wyznaczenie jasnych linii podległości w łączonych operacjach, w efekcie czego dowódcy marynarki i piechoty morskiej mieli mieć równy status. Sprzeciwiał się integracji rasowej korpusu, twierdząc że pomniejszy zdolności bojowe.
W 1943 r. osiągnął wiek emerytalny, jednak prezydent Franklin Roosvelt zdecydował o pozostawieniu go na stanowisku, lecz Holcomb naciskał na wyznaczenie młodszego następcy i odszedł na emeryturę 1 stycznia 1944 r., gdy został awansowany na generała jako pierwszy oficer w historii korpusu piechoty morskiej. Kolejne cztery lata spędził na stanowisku ambasadora w Południowej Afryce, gdzie unikał stanowczej krytyki rasistowskiej polityki miejscowego rządu. W 1948 r. wrócił do USA.
Zmarł 24 maja 1965 r. w New Castle.
Od 1916 r. żonaty z Beatrice Miller Clover.